# Opioidofobia
Opioidofobia – niechęć lub uprzedzenie do stosowania analgetyków opioidowych.
Wbrew pozorom nie jest to pojęcie psychiatryczne, nie wymieniają go podręczniki psychiatrii, operujące rozpoznaniem fobii specyficznych w razie spełnienia konkretnych kryteriów (znaczna obawa bądź unikanie czynnika wywołującego, występowanie określonych objawów lękowych, ocenianych przez pacjenta jako nieadekwatne czy nieproporcjonalne i pojawiających się wyłącznie w razie kontaktu z czynnikiem wywołującym lub na skutek myśli o nim). Tutaj chodzi raczej o problem niechęci i uprzedzeń pacjentów do stosowania opioidów, który leży w zainteresowaniu medycyny paliatywnej, onkologii, anestezjologii, ale też medycyny rodzinnej. Niechęć taka w największym stopniu dotyczy morfiny, niektórzy autorzy wyróżniają nawet „morfinofobię” jako odrębne zjawisko. Wedle badań indyjskich pozostaje jedną z ważniejszych przeszkód w skutecznym leczeniu bólu, obok odpowiedniego wyszkolenia w leczeniu bólu.
Wedle zaleceń ESMO Guidelines Working Group stan taki należy ocenić wraz z innymi aspektami istotnymi w leczeniu bólu.
Rekomendacje Polskiego Towarzystwa Badania Bólu, Polskiego Towarzystwa Medycyny Paliatywnej, Polskiego Towarzystwa Onkologicznego, Polskiego Towarzystwa Medycyny Rodzinnej, Polskiego Towarzystwa Anestezjologii i Intensywnej Terapii oraz Towarzystwa Chirurgów Polskich wskazują następujące czynniki mogące redukować lęk pacjentów przed stosowaniem opioidowych leków przeciwbólowych: zaufanie pacjenta, podkreślenie przez lekarza możliwości radzenia sobie z działaniami niepożądanymi, nieobecność opioidofobii i kompetencje u lekarza, rozpoczęcie leczenia od małych dawek, podkreślenie możliwości redukcji stosowanej dawki opioidu czy jego odstawienia dzięki redukcji bólu za pomocą innych metod bądź o odstawieniu leczenia w razie złej tolerancji, zapewnienie pisemnej informacji dla pacjenta, możliwość wyrażenia przezeń opinii odnośnie do leczenia, wysłuchanych i w razie rozbieżności z wiedzą medyczną korygowanych przez lekarza, wykrycie niepokoju u pacjenta, włączenie do terapii osób opiekujących się chorym, zauważenie przez pacjenta, że leczenie ma dobre wyniki. Podkreśla się też rolę komunikacji między pacjentem a lekarzem i pielęgniarką, do czego pacjent powinien być zachęcany. Aktywny udział chorego w jego terapii zarazem poprawia komunikację i wywiera pozytywny wpływ na odczuwanie przez niego bólu, podobnie jak edukacja pacjenta. Znaczenie ma też dobór opioidu. Morfina znacznie częściej wywołuje wśród pacjentów wpływające na ich stosunek do leczenia skojarzenia czy uprzedzenia, niż oksykodon czy fentanyl.